# Jordi Gómez
Jordi Gómez García-Penche (ur. 24 maja 1985 w Barcelonie) – hiszpański piłkarz występujący na pozycji pomocnika w angielskim klubie Wigan Athletic. Wychowanek Barcelony, w swojej karierze grał także w takich zespołach jak RCD Espanyol, Swansea City, Sunderland oraz Blackburn Rovers. Były reprezentant Hiszpanii do lat 17.